# Der Große aus dem Dunkeln
Der Große aus dem Dunkeln  (Originaltitel Walking Tall) ist ein am 22. Februar 1973 uraufgeführter Action-Streifen von Regisseur Phil Karlson. Der Film, inspiriert von wahren Ereignissen, wurde für 500.000 $ produziert. Joe Don Baker spielt hier den realen Sheriff Buford Pusser (12. Dezember 1937 – 21. August 1974).

## Handlung
Buford Pusser beendet auf Wunsch seiner Frau Pauline seine Karriere als professioneller Wrestler und kehrt in seine Heimatstadt zurück, wo er in der lokalen Forstwirtschaft arbeiten will. Seine Freunde feiern mit ihm die Heimkehr in einem Spielkasino. Als Pusser sich dort über Spielbetrug beschwert, ergibt sich daraus unmittelbar eine gewalttätige Auseinandersetzung, bei der er durch Messerstiche verletzt wird. Der zuständige Sheriff zeigt relativ wenig Interesse an einer Strafverfolgung der Täter, weshalb Pusser als dessen Nachfolger kandidiert und nach erfolgreicher Wahl seine eigene Auffassung von den Pflichten eines Sheriffs umsetzt. Dies führt zu einer Eskalation, in deren Verlauf seine Frau getötet und von ihm gerächt wird.

## Kritik
Buford Pusser war sehr umstritten. Zu verschiedenen Aspekten seiner Geschichte gab es widersprüchliche Stellungnahmen. Daher provozierte der Film, der Pusser als Helden zeigte, unausweichlich entsprechende Kritik. Die Gewaltdarstellungen führten dazu, dass unterschiedliche Schnittversionen veröffentlicht wurden.

„Angeblich auf authentischen Berichten beruhend, doch ohne ernsthaften kritischen Ansatz. Ein schlampig inszenierter, belangloser Polizeifilm.“

## Wirkung
Der kommerzielle Erfolg des Films führte dazu, dass die Rolle von Buford Pusser später auch von Bo Svenson, Brian Dennehy, Dwayne Johnson und Kevin Sorbo gespielt wurde. Bo Svenson spielte ihn in zwei Fortsetzungen fürs Kino und einer Fernsehserie, während Brian Dennehy ihn in einem TV-Film (A real American Hero, 1978) verkörperte. Dwayne Johnson war der Star einer Kino-Neuverfilmung, an die zwei Fortsetzungen mit Kevin Sorbo anzuschließen versuchten, die allerdings direkt auf DVD veröffentlicht wurden. Der echte Buford Pusser, der 1974 bei einem Autounfall umkam, hat diese Fortsetzungen und Neuverfilmungen nicht mehr erlebt.